# Нойцелле

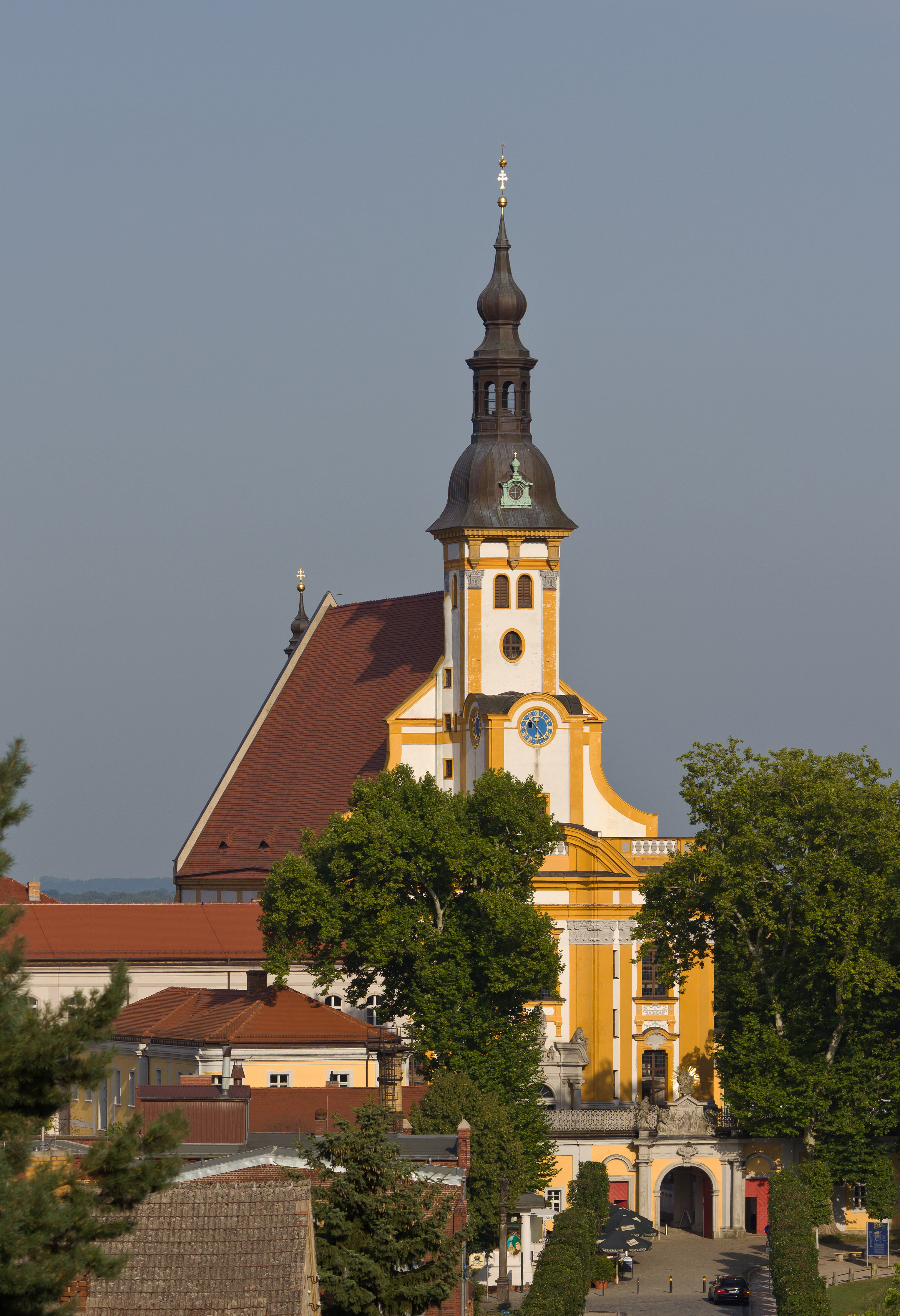
Аббатство Нойцелле

Нойцелле (нем. Neuzelle, луж. Nowa Cala) — коммуна в Германии, в земле Бранденбург.
Входит в состав района Одер-Шпре. Подчиняется управлению Нойцелле. Население составляет 4471 человек (на 31 декабря 2010 года). Занимает площадь 135,00 км². Официальный код Нойцелле — 12 0 67 357.
Коммуна подразделяется на 12 сельских округов.